# Calle de la Espada
La Calle de la Espada es una vía urbana ubicada en el Barrio de Embajadores, en Madrid. Mide 115 metros, y recorre la distancia entre la Plaza de Tirso de Molina y la Calle de la Esgrima.

## Historia

### Nombre

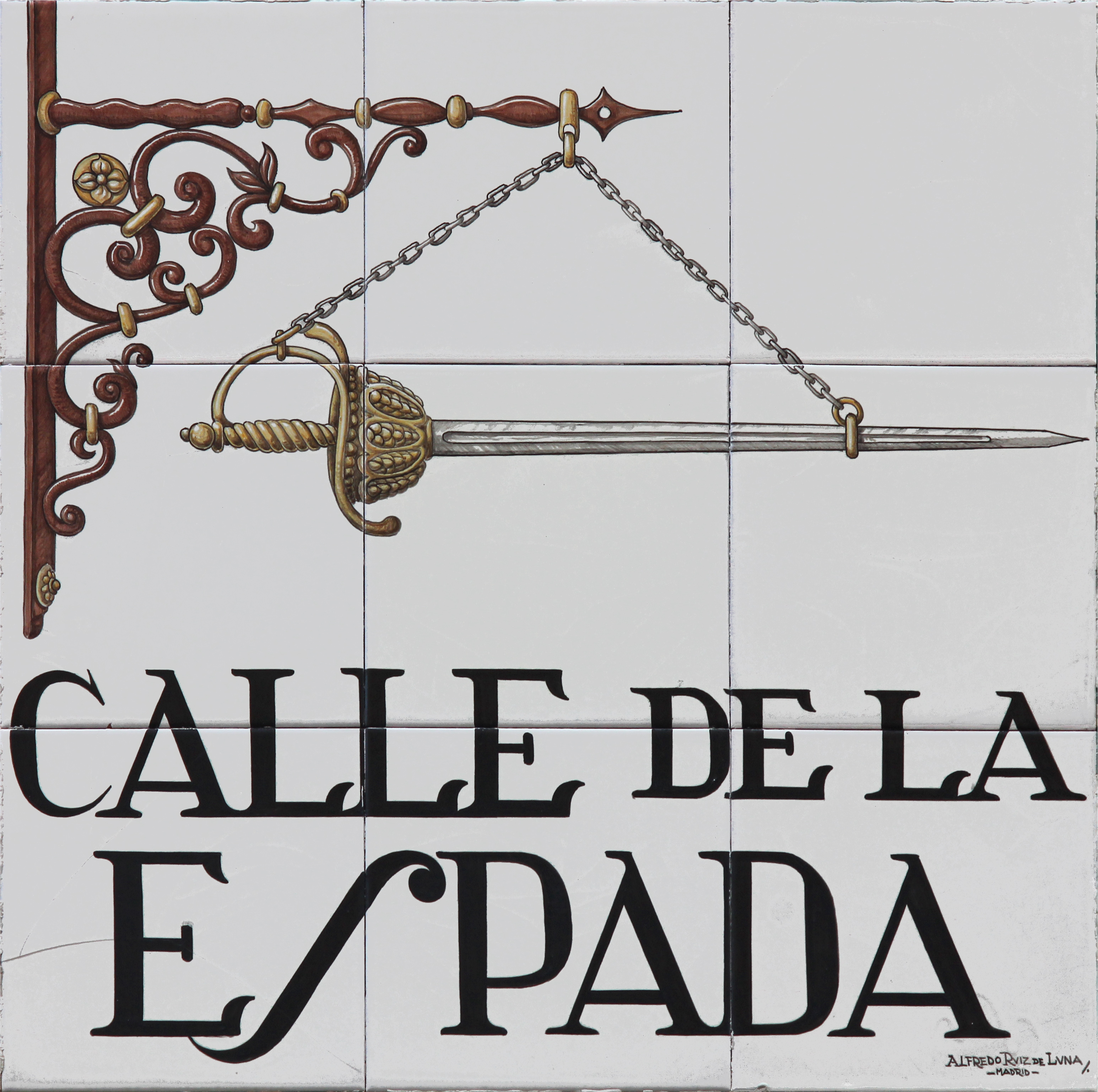
Placa de azulejos mostrando la espada que nombra la calle.

En la antigua Casa del Inquisidor, un maestro de la esgrima fundó su escuela. Para hacer publicidad, colgó con una cadena en la fachada una espada que, según el maestro, perteneció a un noble francés. Por la escuela pasaron multitud de alumnos hasta que su casero, harto de pagos atrasados y con el deseo de demoler el edificio, echó al maestro. Y para compensar las deudas, el casero también se quedó con la espada. El derribo de la casa comenzó, pero se quedó a medias por la falta de dinero del dueño. Por ello, la espada quedó colgada de la fachada durante mucho tiempo.

### Vecinos ilustres
En el número 3 de esta calle, nació en 1917 la poetisa Gloria Fuertes, hija de un conserje, si bie  nació en el número 9 de la calle, donde había una "gota de leche".

## Recorrido
La calle está ubicada en Lavapiés, en el barrio de Embajadores, Distrito Centro, Madrid. Comienza en la Plaza de Tirso de Molina, y termina en la Calle de la Esgrima. Hacia la mitad de la calle, una calle perpendicular, Calle de Juanelo, se cruza. La numeración va del 1 y 2 al 11 y 16.
La primera mitad de la calle es una zona peatonal (menos para residentes y servicios), mientras que por la otra mitad pueden pasar vehículos, pero en una única dirección.

## Transporte
La estación de Metro más cercana es la de Tirso de Molina, que conecta con la línea 1.
En cuanto al autobús, ninguna línea de la EMT pasa por la calle. La parada más cercana es la de Tirso de Molina (6, 26, 32, 65, M1), la de Calle del Olivar, 4 (M1) o la de Plaza de Cascorro (M1).